# عنصر شیمیایی

جدول تناوبی عناصر پیش از سال ۱۳۹۵ با توجه به عناصر ۱۱۳ تا ۱۱۸ که نام‌هایشان به تازگی تغییر کرده است. به ترتیب از ۱۱۳ به بعد: نیونیم_فلوریم_مسکوویم_لیورموریم_ودر آخر اوگانسون

عنصر شیمیایی در علم شیمی به ماده‌ای خالص گفته می‌شود که اتم‌های سازنده آن از تعداد پروتون‌های برابری در هستهٔ خود برخوردار باشند. این عدد (تعداد پروتون‌ها) که با نماد Z نشان داده می‌شود، عدد اتمی آن عنصر نام دارد. همهٔ اتم‌هایی که دارای تعداد پروتون‌های برابر (عدد اتمی برابر) باشند، ویژگی‌های شیمیایی یکسانی دارند. اما اتم‌های یک عنصر می‌توانند دارای تعداد متفاوتی (نوترون) باشند که (ایزوتوپ)های آن عنصر نامیده می‌شوند. گاهی نیز برای سادگی، به عنصر شیمیایی صرفاً عنصر گفته می‌شود. ویژگی‌های شیمیایی اتم‌های یک عنصر که توسط ساختار الکترونی آن‌ها تعیین می‌شود که آن نیز به تعداد پروتون‌های هسته آن اتم وابسته است. در بیان کلی مفهوم عنصر به ویژگی یک اتم گفته می‌شود که آن را از سایر ویژگی‌هایی که اتم‌های دیگر دارند متمایز می‌کند. منظور از ویژگی در حالت کلی به تعداد پروتون‌های یک اتم در هستهٔ خود گفته می‌شود که ویژگی آن را شکل می‌دهد این همان ویژگی است که به‌طور مثال اتم مس را از طلا متمایز می‌کند. تمام عناصر شیمیایی از باریون ساخته شده‌اند. با این وجود کیهان شناسان بر این باورند که باریون تنها ۱۵٪ مواد قابل مشاهده در کیهان را تشکیل می‌دهند؛ بنابراین باقی‌ماندهٔ مواد موجود در کیهان، مادهٔ تاریک است که ماهیت آن شناخته شده نیست ولی از عناصری که ما می‌شناسیم تشکیل نشده است. از بین تمام عناصر دو عنصر هیدروژن و هلیم که در بدو مه بانگ (بیگ بنگ) تشکیل شده‌اند، فراوان‌ترین عناصر موجود در کائنات هستند.
عناصر شیمیایی می‌توانند در هنگام واکنش شیمیایی با یکدیگر ترکیب شده و تعداد بیشماری مادهٔ شیمیایی به‌وجود آورند؛ مثلاً آب نتیجهٔ واکنش عنصرهای هیدروژن و اکسیژن است. در این حالت، دو اتم هیدروژن و یک اتم اکسیژن به هم متصل می‌شوند و مولکولی با فرمول شیمیایی H2O می‌سازند. همین دو عنصر در شرایط متفاوت می‌توانند مادهٔ دیگری را به نام هیدروژن پراکسید (آب اکسیژنه) بسازند که دارای مولکول‌های H2O2 است. به همین شکل، همه ترکیب‌های شیمیایی می‌توانند به عناصر سازنده خود تجزیه شوند. به عنوان مثال می‌توان آب را به کمک برق‌کافت به عناصر هیدروژن و اکسیژن تبدیل کرد.
یک مادهٔ خالص که تنها از اتم‌های یک عنصر تشکیل شده باشد، «مادهٔ ساده» نامیده می‌شود. چنین ماده‌ای را نمی‌توان به ماده دیگری تجزیه کرد. از این دیدگاه، مادهٔ ساده در برابر مادهٔ مرکب قرار می‌گیرد. به عنوان مثال، اکسیژن یک عنصر است. اما ماده‌ای را که ما در طبیعت به عنوان گاز اکسیژن شناخته‌ایم، در حقیقت یک ماده ساده دو اتمی از این عنصر است که «دی اکسیژن» یا «اکسیژن مولکولی» (O2) نامیده می‌شود. اوزون شکل دیگری از عنصر اکسیژن است که در طبیعت با فرمول (O3) یافت می‌شود. رابطه بین دی اکسیژن و اوزون رابطه‌ای است که به آن دگرشکلی (آلوتروپی) می‌گویند. به زبان دیگر، دی اکسیژن و اوزون، دگرشکل‌های عنصر اکسیژن هستند. الماس و گرافیت نیز دو آلوتروپ برای عنصر کربن هستند. عناصر دیگر مانند گوگرد و فسفر هم دارای آلوتروپ‌های شناخته‌شدهٔ پرکاربردی هستند. از بین عناصر شناخته شده تعداد کمی به صورت ساده یا خالص در طبیعت یافت می‌شوند که از بین آن‌ها می‌توان به مس، طلا، نقره، کربن و گوگرد اشاره کرد. به جز چند عنصر بقیه عناصر از جمله گازهای نجیب (گازهای بی اثر) و فلزات نجیب معمولاً به صورت ترکیب یافته بر روی زمین کشف می‌شوند و نه به صورت خالص.
عناصر شیمیایی را نمی‌توان به کمک واکنش‌های شیمیایی معمولی به یکدیگر تبدیل کرد. تنها واکنشی که می‌توان با استفاده از آن تعداد پروتون‌های هسته اتم‌های یک عنصر را تغییر داد و یک عنصر را به عنصر دیگری تبدیل کرد، یک واکنش هسته‌ای است که آن را واکنش تبدیل هسته‌ای می‌نامند.
تا پیش از سال ۲۰۱۶ تعداد ۱۱۸ عنصر، کشف یا ساخته شده‌بود. از این تعداد، ۹۲ عنصر در طبیعت یافت می‌شدند و بقیه به‌طور مصنوعی و به کمک واکنش‌های هسته‌ای در آزمایشگاه ساخته شده‌اند. از میان همه عناصر، ۸۱ عنصر دارای حداقل یک ایزوتوپ پایدار می‌باشند که به جز عنصر شماره ۴۳ (تکنسیم) و عنصر شماره ۶۱ (پرومتیم) همگی دارای عدد اتمی برابر یا پایین‌تر از ۸۳ هستند. به زبان دیگر در جدول تناوبی تنها عناصری که از عنصر ۸۴ (پولونیوم) سبک‌تر بوده و دارای ایزوتوپ پایدار نمی‌باشند، تکنسیم و پرومتیم هستند. به جز ۸۱ عنصر مذکور بقیه ایزوتوپ پرتوزا (رادیو نوکلئید) بوده که در طول زمان و در پی واپاشی هسته‌ای به عناصر دیگر تبدیل می‌شوند.
تا نوامبر ۲۰۱۶، بنا بر گزارش اتحادیه بین‌المللی شیمی محض و کاربردی در مجموع ۱۱۸ عنصر را شناسایی کرده بود. اولین ۹۴ عنصر به‌طور طبیعی روی زمین یافت می‌شوند و ۲۴ باقیمانده عناصر مصنوعی هستند که در واکنش‌های هسته‌ای تولید می‌شوند. به جز عناصر رادیواکتیو ناپایدار (رادیونوکلئیدها) که به سرعت تجزیه می‌شوند، تقریباً همه عناصر به صورت صنعتی در مقادیر مختلف در دسترس هستند. کشف و سنتز عناصر جدید بیشتر حوزه‌ای است که به‌طور مداوم مورد مطالعه علمی قرار دارد.

## تاریخچه

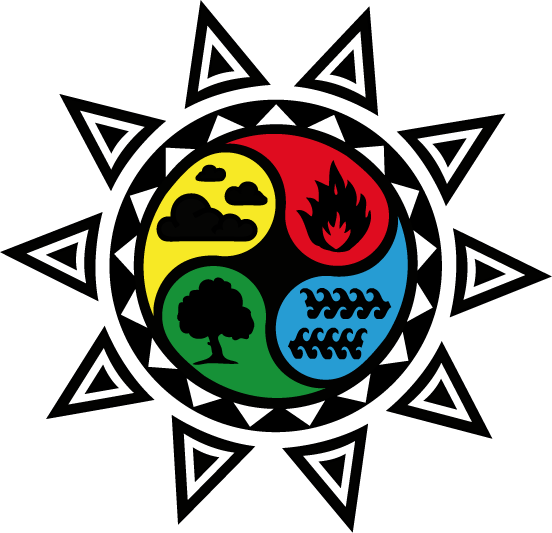
نماد عناصر چهارگانه در یونان باستان

فلاسفهٔ یونان باستان بر این باور بودند که کل ماده موجود در جهان از مقداری مواد ساده پدید آمده است که «عنصر» نام دارند. این واژه برای اولین بار توسط افلاطون در کتاب تیمائوس به کار گرفته شد. وی باور داشت این مواد که یک قرن پیش از وی توسط امپدوکلس معرفی شده بودند، چندوجهی‌های منتظم کوچکی می‌باشند که سازنده مواد جهان هستند و ماهیت آن‌ها عبارت است از آتش، هوا، خاک و آب.
سپس ارسطو عنصر جدید به نام «اتر» را به این چهار عنصر اضافه کرد که به نظرش سازنده اجرام آسمانی یا بهشت بود. این عنصر بعداً به نام quintessence نامیده شد که در زبان لاتین به معنی عنصر پنجم است. او عنصر را جسمی تعریف کرد که قابل تقسیم به اجزا کوچک‌تر نیست.
رابرت بویل در سال ۱۶۶۱ در کتاب کیمیاگر (شیمی‌دان) شکاک (The Skeptical Chymist) مفاهیم جدیدی را برای عنصر ارائه کرد. به نظر او عناصر، موادی بودند که از ترکیب هیچ ماده دیگری ساخته نشده‌باشند؛ بلکه خود در ترکیب با یکدیگر، اجسام تازه‌ای را شکل دهند. وی بر این عقیده بود که تشخیص عناصر، تنها با آزمایش شیمیایی ممکن است.
بعدها آنتوان لاووازیه پدر شیمی مدرن همین مفهوم را گسترده‌تر کرد و ماده‌ای را عنصر نامید که به مواد ساده‌تری تجزیه نشود. هر چند او نور و گرما را هم به همراه چند ماده مرکب (از جمله آب) به اشتباه در فهرست عناصر خود وارد کرده‌بود؛ ولی توانست ۲۳ عنصر را به درستی از هم تفکیک و معرفی کند. لاووازیه موادی را که از پیوستن چند عنصر حاصل می‌شوند، مواد مرکب نامید.

## ویژگی‌های عناصر

### عدد اتمی
عدد اتمی یک عنصر که با Z نشان داده می‌شود، برابر با تعداد پروتون‌هایی است که در هسته اتم‌های آن عنصر یافت می‌شود. برای مثال، تمام اتم‌های هیدروژن تنها یک پروتون در هسته خود دارند. به همین دلیل، عدد اتمی هیدروژن برابر با یک است. اما ممکن است که هسته اتم‌های یک عنصر، دارای تعداد نوترون‌های متفاوت باشند، که هر کدام نشانگر ایزوتوپ‌های متفاوت آن عنصر هستند.
اتم‌های یک عنصر از دیدگاه الکتریکی خنثی هستند؛ زیرا تعداد الکترون‌های آن که دارای بار منفی هستند با تعداد پروتون‌های آن که دارای بار مثبت هستند برابر است. به همین دلیل، عدد اتمی اتم‌های یک عنصر هم نشان دهنده تعداد پروتون‌ها و هم الکترون‌های آن است. ویژگی‌های شیمیایی یک عنصر بیش از هر چیز با آرایش الکترونی آن تعیین می‌شود. می‌توان گفت که شناخت عدد اتمی یک عنصر به شناخت ماهیت آن عنصر کمک می‌کند. عدد اتمی یک عنصر را در گوشه سمت چپ و پایین نماد آن عنصر به صورت zX می‌نویسند.
گاهی اصطلاح سبک یا سنگین به صورت غیررسمی برای اشاره به عدد اتمی نسبی عنصر (و نه چگالی آن) استفاده می‌شود؛ مثلاً عناصر سبک‌تر از کربن یا عناصر سنگین‌تر از سرب. هر چند وزن یا جرم اتم‌های یک عنصر همانند عدد اتمی آن از یک روند افزایشی با آهنگ ثابت برخوردار نیست.

### عدد جرمی
عدد جرمی یک عنصر که با A نشان داده می‌شود، برابر است با مجموع تعداد نوکلئون‌ها (پروتون و نوترون) در داخل هسته اتم‌های آن عنصر. عدد جرمی معمولاً در کنار نماد عنصر نشان داده نمی‌شود؛ مگر این که بخواهیم به تفاوت ایزوتوپ‌های آن عنصر اشاره کنیم. برای نشان دادن عدد جرمی در کنار نماد شیمیایی عنصر، باید آن را در گوشه سمت چپ و بالای آن به صورت AX نوشت.
اگرچه تعداد پروتون‌های اتم‌های یک عنصر همواره برابر است؛ ولی اتم‌های یک عنصر می‌توانند دارای تعداد نوترون‌های متفاوت و در نتیجه عدد جرمی متفاوت (ایزوتوپ‌های متفاوت) باشند. برای مثال، هیدروژن دارای سه ایزوتوپ اصلی است که عبارتند از:
- پروتیوم یا هیدروژن معمولی که هسته آن فاقد نوترون است و با نماد H نمایش داده می‌شود،
- دوتریوم که کمیاب‌تر بوده و هسته آن دارای یک نوترون و یک پروتون است (گاهی با نماد 2H و بعضی مواقع با نماد D نشان داده می‌شود)
- و تریتیم که هیدروژن پرتوزا است و در طبیعت به تعداد بسیار کم یافت شده و در هسته خود دارای دو نوترون و یک پروتون است (می‌توان این ایزوتوپ را با نماد 3H یا T هم نشان داد).

تغییر عدد جرمی تأثیری بر روی آرایش الکترونی اتم‌های یک عنصر ندارد؛ پس انتظار داریم ایزوتوپ‌های یک عنصر خواص شیمیایی یکسانی داشته باشند که معمولاً همین‌طور است؛ اما اثرات ایزوتوپیک (تغییرات عدد جرمی) می‌توانند در اتم‌های سبک (لیتیم، هیدروژن و هلیم) به راحتی مشاهده شوند؛ زیرا اضافه یا کم شدن یک نوترون در هسته این اتم‌ها منجر به تغییرات نسبتاً مشهود در جرم اتم می‌شود که بر روی سینتیک واکنش‌های شیمیایی و استواری پیوندهای شیمیایی تأثیرگذار است. عدد جرمی، برای ۱۱۵ عنصر دیگر، اثر چندانی بر روی خواص شیمیایی عنصر ندارد.

### جرم اتمی
جرم اتمی هر اتم، عددی است حقیقی که برابر است با جرم هر ایزوتوپ خاص از اتم یک عنصر که با واحد یکای جرم اتمی (U) نشان داده می‌شود. به دلیل برابر واحد U نبودن جرم پروتون و نوترون، بیشتر بودن تعداد نوترون‌ها از پروتون‌ها و ناچیز بودن جرم الکترون‌ها و همچنین به خاطر وجود انرژی بستگی هسته‌ای، عدد جرمی با جرم اتمی متفاوت است. به عنوان مثال، جرم اتمی کلر-۳۵ تا پنج رقم معنی‌دار برابر با ۳۴/۹۶۹U و وزن اتمی کلر-۳۷ برابر با ۳۶/۹۶۶U می‌باشد. جرم اتمی یک ایزوتوپ خالص یک عنصر بر حسب U بسیار به عدد جرمی آن نزدیک می‌باشد. تنها استثنا در مورد جرم اتمی ایزوتوپی از یک عنصر که از لحاظ ریاضی یک عدد حقیقی نیست، ایزوتوپ کربن-۱۲ است که مقدار آن بر حسب تعریف، دقیقاً برابر با دوازده U می‌باشد؛ زیرا یکای جرم اتمی به صورت یک دوازدهم جرم ایزوتوپ آزاد و بدون بار کربن-۱۲ در حالت پایه تعریف می‌شود.
جرم اتمی نسبی یا همان وزن اتمی (اصطلاح مشهور و تاریخی برای جرم اتمی نسبی) هر عنصر در واقع میانگین جرم‌های اتمی تمام ایزوتوپ‌های آن عنصر با توجه به درصد فراوانی آن‌ها است. برای مثال جرم اتمی نسبی کلر برابر با ۳۵/۴۵۳U است که اختلاف معنی‌داری با عدد طبیعی منظور شده برای کلر (۳۵) دارد. علت آن، وجود دو ایزوتوپ با درصدهای فراوانی متفاوت در طبیعت است: کلر-۳۵ با درصد فراوانی ۷۶٪ و کلر-۳۷ با درصد فراوانی ۲۴٪.

### ایزوتوپ
ایزوتوپ‌های یک عنصر، اتم‌هایی با تعداد پروتون‌های برابر و تعداد نوترون‌های متفاوت می‌باشند. برای مثال، عنصر کربن سه ایزوتوپ اصلی دارد. تمام اتم‌های کربن دارای شش پروتون در درون هسته خود هستند؛ ولی می‌توانند دارای شش، هفت یا هشت نوترون باشند؛ بنابراین سه ایزوتوپ کربن به ترتیب دارای عدد جرمی ۱۲، ۱۳ و ۱۴ بوده و کربن-۱۲، کربن-۱۳ و کربن-۱۴ نام دارند.
به جز هیدروژن که ایزوتوپ‌های آن دارای جرم نسبی بسیار متفاوت با یکدیگر و در نتیجه اثرات شیمیایی متفاوت می‌باشند، ایزوتوپ‌های دیگر عناصر به راحتی از هم قابل شناسایی نیستند.
تمام عناصر دارای تعدادی ایزوتوپ رادیواکتیو یا رادیوایزوتوپ می‌باشند. هر چند تمام این رادیوایزوتوپ‌ها طبیعی نیستند. رادیوایزوتوپ‌ها معمولاً با تابش پرتو آلفا یا پرتو بتا به عناصر دیگری تبدیل می‌شوند. ایزوتوپ‌های غیر رادیو اکتیو از هر عنصر، ایزوتوپ پایدار نام دارند. تمام ایزوتوپ‌های پایدار شناخته شده به صورت طبیعی یافت می‌شوند. بیشتر عناصری که در طبیعت یافت می‌شوند، بیش از یک ایزوتوپ پایدار دارند. بسیاری از رادیوایزوتوپ‌ها که در طبیعت یافت نمی‌شوند، پس از سنتز مصنوعی توصیف و معرفی می‌شوند. برخی عناصر نیز دارای هیچ ایزوتوپ پایداری نیستند که عنصر پایدار نامیده می‌شوند و به عکس برخی تنها دارای ایزوتوپ‌های رادیواکتیو می‌باشند. تمام عناصری که دارای عدد اتمی بیشتر از ۸۲ باشند در این دسته قرار دارند.

### دگرشکل
اتم‌های عناصر خالص می‌توانند با یکدیگر بیش از یک نوع پیوند، ایجاد کرده و در نتیجه با چندین ساختار متفاوت مشاهده شوند. به این اشکال مختلف، آلوتروپ می‌گویند. آلوتروپ‌ها در خواص شیمیایی با یکدیگر متفاوت هستند. برای مثال، کربن می‌تواند به شکل الماس با ساختار چهاروجهی در اطراف هر اتم کربن، به شکل گرافیت با ساختار لایه‌لایه و شش وجهی، به شکل گرافین که تشکیل شده از یک لایه گرافیت و بسیار مستحکم است یا به شکل فولرن با ساختار کروی یافت شود. ریزلوله‌های کربن نیز یکی دیگر از آلوتروپ‌های کربن هستند که از لوله‌هایی با ساختار شش وجهی تشکیل شده‌اند (که حتی در خواص الکتریکی نیز می‌توانند با یکدیگر متفاوت باشند). توانایی یک عنصر برای وجود داشتن به اشکال مختلف آلوتروپی نامیده می‌شود.
حالت استاندارد یک عنصر شیمیایی، شکلی از آن عنصر است که آنتالپی استاندارد تشکیل آن در شرایط طبیعی کمینه باشد. طبق قرارداد، کمترین آنتالپی استاندارد تشکیل را در محاسبات برابر با صفر در نظر می‌گیرند. برای مثال حالت استاندارد کربن، گرافیت است؛ زیرا پایدارترین آلوتروپ در بین همه ساختارهای کربن می‌باشد.

### خلوص شیمیایی و خلوص ایزوتوپیک
خلوص شیمیایی با خلوص ایزوتوپیک متفاوت است. عنصر خالص ماده ای است که اتم‌های آن دارای عدد اتمی یکسان یا تعداد پروتون‌های یکسان باشند. در حالیکه از دیدگاه ایزوتوپیک عنصر خالص عنصری است که تنها دارای یک ایزوتوپ پایدار باشد.
برای مثال اگر ۹۹/۹۹٪ اتم‌های یک سیم مسی از اتم‌های مسی که همگی دارای ۲۹ پروتون باشند، تشکیل شده باشد، از دیدگاه شیمیایی خالص است. اما مس از دیدگاه ایزوتوپیک خالص نیست زیرا مس معمولی از دو ایزوتوپ پایدار {\displaystyle {\ce {^{63}cu}}}به میزان ۶۹٪ و {\displaystyle {\ce {^{65}Cu}}}به میزان ۳۱٪ با تعداد نوترون‌های متفاوت تشکیل شده است. برخی عناصر مانند طلای خالص هم از دیدگاه ایزوتوپیک و هم شیمیایی خالص هستند زیرا طلای معمولی تنها دارای یک ایزوتوپ ({\displaystyle {\ce {^{197}Au}}}) می‌باشد.

## خواص عمومی

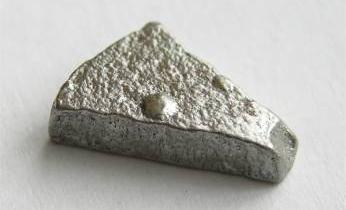
آهن با خلوص بالا

چندین اصطلاح معمولاً برای توصیف خواص فیزیکی و شیمیایی عناصر شیمیایی استفاده می‌شوند.

### رسانایی
نخستین وجه تمایز بین فلزات و غیر فلزات، توانایی آن‌ها در رسانایی الکتریکی است. عناصری که توانایی هدایت جریان الکتریسیته را دارند، در گروه فلزات تقسیم‌بندی می‌شوند و عناصری که رسانایی الکتریکی آن‌ها بسیار پایین است، غیر فلزات را تشکیل می‌دهند. در این میان، گروه دیگری از عناصر به نام شبه فلز نیز وجود دارند که خواصی حد واسط بین فلزات و غیر فلزات را نشان داده و به صورت نیم‌رسانا عمل می‌کنند.
معمولاً چنین تمایزاتی را در جدول تناوبی به تفاوت رنگ‌ها نشان می‌دهند. به جز تقسیم‌بندی بر اساس توانایی هدایت جریان الکتریکی، اکتینیدها، فلزهای قلیایی، فلزهای قلیایی خاکی، هالوژن‌ها، لانتانیدها، فلزهای واسطه، فلزهای پسا واسطه و گازهای نجیب نیز در جدول تناوبی حضور دارند.

### حالت ماده
معیار دیگر برای متمایز کردن عناصر از یکدیگر، حالت ماده یا فاز ماده است. در دما و فشار استاندارد، فازهای متصور برای یک عنصر عبارتند از جامد، مایع و گاز. بیشتر عناصر در دمای مرسوم و فشار اتمسفر، جامد هستند. در حالی که برخی گاز بوده و تنها عناصر مایع در دمای صفر درجه سلسیوس (سی و دو درجه فارنهایت) برم و جیوه هستند. گالیم و سزیم نیز در این دما جامد هستند، اما به ترتیب در دماهای ۲۸/۴ سلسیوس و ۲۹/۸ سلسیوس تبدیل به مایع می‌شوند.

### دمای جوش و دمای ذوب
دمای جوش و دمای ذوب را که معمولاً در مقیاس سلسیوس در فشار یک اتمسفر ذکر می‌شوند، می‌توان به عنوان معیاری برای تشخیص عناصر از یکدیگر مورد استفاده قرار داد. این دو معیار برای بسیاری از عناصر محاسبه شده‌اند، اما دمای ذوب و جوش برای بسیاری از عناصر مصنوعی و برخی عناصر پرتوزای بسیار کمیاب شناخته شده نیست. هلیم در صفر مطلق نیز مایع باقی می‌ماند؛ بنابراین برای این عنصر، نقطه ذوب تعریف نمی‌شود و تنها نقطه جوش برای آن معنی‌دار است.

### چگالی
چگالی در دما و فشار استاندارد، برای توصیف و تشخیص عناصر از یکدیگر مورد استفاده قرار می‌گیرد. چگالی معمولاً با واحد g/cm3 بیان می‌شود. از آنجایی‌که تعداد زیادی از عناصر به شکل گاز یافت می‌شوند، چگالی آن‌ها نیز برای حالت گازی، مایع یا شکل جامد آن‌ها به صورت جداگانه بیان می‌شود. برای عناصری که آلوتروپ‌های متفاوت و در نتیجه چگالی‌های متفاوت دارند، معمولاً چگالی یک آلوتروپ به عنوان نماینده چگالی‌های متفاوت آن عنصر عنوان می‌شود. هر چند در صورت نیاز به جزئیات بیشتر می‌توان چگالی هر آلوتروپ را به صورت جداگانه عنوان کرد؛ مثلاً چگالی سه آلوتروپ معروف کربن یعنی کربن آمورفی، گرافیت و الماس به ترتیب ۱/۸–۲/۱، ۲/۲۶۷ و ۳/۵۱۵ g/cm3 می‌باشد.

### ساختار بلوری
عناصری که تاکنون به عنوان نمونه عناصر جامد مطالعه شده‌اند، هشت نوع حالت بلور را نشان می‌دهند: مکعبی، مکعبی مرکز-پر، مکعبی وجه-پر، شش وجهی، مونو کلینیک، اورتورومیک و چهار وجهی. برای برخی عناصر مصنوعی پس از اورانیوم، بلورهایی موجود است که از فرط کوچکی نمی‌توان برای آن‌ها ساختار بلوری تعیین نمود.

### پیدایش عناصر بر روی زمین
از بین ۹۴ عنصری که به صورت طبیعی بر روی زمین قرار دارند، ۸۳ عنصر پایدار بوده یا خاصیت پرتوزایی ضعیفی داشته و در دسته عناصر نخستین جای دارند. ۱۱ عنصر باقی مانده نیمه عمری آنقدر کوتاه دارند که نمی‌توانسته‌اند در ابتدای پیدایش سامانه خورشیدی وجود داشته باشند و بنابراین جزو فلزات واسطه هستند. از بین این ۱۱ عنصر ۵ عنصر پولونیوم، رادون، رادیوم، آکتینیوم و پروتاکتینیوم نسبتاً کمیاب و محصول مشترک رادیوم و توریوم هستند. ۶ عنصر دیگر یعنی تکنتیوم، پرومتیوم، استاتین، فرانسیوم، نپتونیوم و پلوتونیوم که به ندرت یافت می‌شوند محصول واپاشی‌های کم‌یاب یا فرایند واکنش هسته ای اورانیوم یا فلزهای سنگین دیگرند.
تمام عناصر دارای عدد اتمی ۱ تا ۴۰ پایدارند. عناصر دارای اعداد اتمی ۴۱ تا ۸۲ به جز تکنتیوم و پرومتیوم متااستیبل می‌باشند که نیم عمر آن‌ها به اندازه ای بلند است (حداقل ۱۰۰ میلیون برابر بیش از سن تخمین زده شده کیهان که ردیابی واپاشی هسته ای آن‌ها هنور به شکل تجربی امکان‌پذیر است. عناصر با عدد اتمی ۸۳ تا ۹۴ به شکلی ناپایدارند که واپاشی آن‌ها قابل ردیابی است. سه عنصر از این عناصر یعنی بیسموت (عنصر ۸۳)، توریوم (عنصر۹۰)، و اورانیوم (عنصر ۹۲) دارای یک یا بیش از یک ایزوتوپ با نیم عمری به اندازه ای بلند هستند که از فرایند هسته زایی ستاره ای که به نوبه خود عناصر سنگین را پیش از پدید آمدن سامانه خورشیدی تولید نموده است، باقی مانده‌اند. ۲۴ عنصر باقی مانده (از پلوتونیوم به بعد) عناصر سنگین دارای نیم عمر پایینی هستند که به صورت طبیعی یافت نمی‌شوند.

## جدول تناوبی

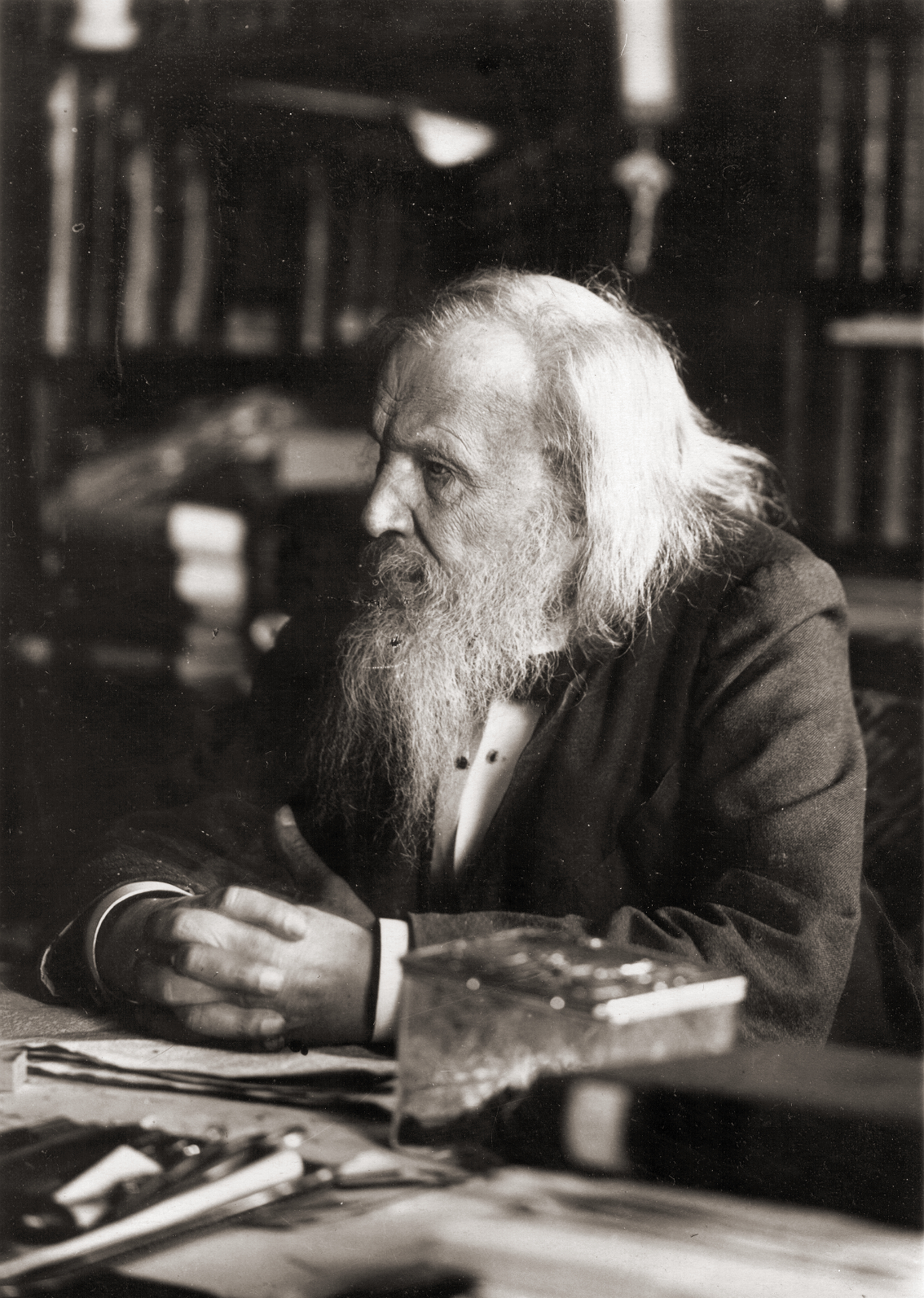
دیمیتری ایوانوویچ مندلیف

ویژگی‌های عناصر شیمیایی در جدول تناوبی خلاصه می‌شوند. در این جدول، عناصر به ترتیب عدد اتمی در سطرها و ستون‌هایی جای گرفته‌اند. به هر سطر، یک تناوب و به هر ستون، یک گروه می‌گویند. هر چند پیش از مندلیف، کسانی سعی کرده بودند که این جدول را شکل دهند؛ اما افتخار تهیه آن به نام دیمتری مندلیف، شیمی‌دان روس، به سال ۱۸۶۹ ثبت شده است. هدف مندلیف در ابتدا نشان دادن خواص تناوبی عناصر بود. با گذشت زمان و به موازات کشف عناصر تازه، جدول بارها دستخوش تغییر و پالایش شد و مدل‌های نظری نوین برای توضیح رفتار شیمیایی عناصر ارائه شد. امروزه استفاده از جدول تناوبی در محیط‌های آموزشی به امری روزمره تبدیل شده است.

## نام‌گذاری عناصر
| نام      | نماد | نام لاتین   |
| -------- | ---- | ----------- |
| آنتیموان | Sb   | Stibium     |
| مس       | Cu   | Cuprum      |
| طلا      | Au   | Aurum       |
| آهن      | Fe   | Ferrum      |
| سرب      | Pb   | Plumbum     |
| جیوه     | Hg   | Hydrargyrum |
| پتاسیم   | K    | Kalium      |
| نقره     | Ag   | Argentum    |
| سدیم     | Na   | Natrium     |
| قلع      | Sn   | Stannum     |

نام‌گذاری مواد مختلف که امروزه به نام عنصر شناخته می‌شوند، پیش از ارائه نظریه اتمی آغاز شده بود. بسیاری از فلزات، ترکیب‌ها و آلیاژهایی که در آن زمان از سوی شیمی‌دانان به عنوان عنصر شناخته نمی‌شدند، با توجه به ویژگی‌های زبانی و فرهنگی خاص هر منطقه، دارای نام‌های محلی بودند. حتی پس از شناخته شدن مفهوم عنصر، نام‌های موجود برای عناصر شناخته شده قدیمی مانند جیوه، طلا، نقره، آهن و … در بیشتر کشورهای دنیا حفظ شدند.
به منظور برقراری ارتباط ساده‌تر در بین محافل آکادمیک و نیز به منظور تسهیل اهداف تجاری، نام عناصر قدیمی و همین‌طور عناصری که اخیراً کشف شده‌اند، توسط آیوپاک (اتحادیه بین‌المللی شیمی کاربردی و شیمی محض) و بیشتر با نگاهی مثبت نسبت به زبان انگلیسی به عنوان یک زبان بین‌المللی انتخاب می‌شود؛ مثلاً پذیرش نام طلا (گلد) به جای Aurum به عنوان نام عنصر ۷۹ در حالی که نماد آن یعنی «Au» از زبان لاتین وام گرفته شده است، حاصل این رویکرد است.
در نیمه دوم قرن بیستم آزمایشگاه‌های فیزیک قادر به ساخت هسته عناصر با نیم‌عمر بسیار کوتاه و در کمیتی‌هایی شدند که در هر بازه زمانی بتوان آن‌ها را ردیابی کرد. این عناصر هم توسط آیوپاک معمولاً با پیشنهاد کاشفان آن‌ها نامگذاری می‌شوند. البته در مورد برخی عناصر با عدد اتمی بزرگتر از ۱۰۳ تا مدت‌ها بحث بر سر این بود که کدام گروه زودتر عناصر مذکور را سنتز کرده‌اند و بنابراین نام‌گذاری آن‌ها تا مدت‌ها به تعویق افتاد.

### نماد شیمیایی عناصر
عناصر شیمیایی طبق قرارداد با نمادهای شیمیایی نشان داده می‌شوند که از یک یا دو حرف ابتدایی از نام انگلیسی (مانند سدیم (Soda))، آلمانی (مانند تنگستن (Wolfram))، لاتین (مانند مس (Cuprum)) آن عنصر تشکیل شده است. جدول روبرو نشان دهنده نماد و نام برخی عناصر است که ریشه لاتین دارند. هر چند عناصر بسیاری هستند که نام‌های متفاوتی در زبان‌های مختلف دارند، اما نماد هر عنصر در همه زبان‌ها یکسان است.

### نماد شیمیایی عمومی
به جز نمادهای عناصر، نمادهای دیگری نیز هستند که در شیمی به صورت تک حرفی و با مفاهیم مشخص استفاده می‌شوند؛ مثلاً "X" برای اشاره به عناصر گروه هفتم یعنی هالوژن‌ها، "R" برای اشاره به رادیکال‌ها یعنی مواد مرکب مانند زنجیره‌های هیدروکربنی، "Q" برای نشان دادن گرما در واکنش‌های شیمیایی، "L" برای اشاره به لیگاندها در شیمی معدنی و شیمی فلزی آلی و "M" به صورت عمومی برای نشان دادن فلزات به کار می‌روند. "Ln" نیز یک نماد دو حرفی است که برای اشاره به لانتانیدها استفاده می‌شود.

## فراوانی
۱۱۸ عنصر تا سه‌ماهه اول سال ۲۰۱۵ توسط شیمی‌دانان مشاهده شدند. مشاهده به این معناست که حداقل یک اتم از عنصر مورد نظر را بتوان در شرایط معتبر و قابل اطمینان ردیابی کرد. برای نمونه تا امروز تنها سه اتم از عنصر ۱۱۸ ردیابی شده است. از این میان آیوپاک تنها ۱۱۲ عنصر ابتدایی به همراه عناصر شماره ۱۱۴ و ۱۱۶ را به رسمیت شناخته است.
از میان نود و چهار عنصری که در طبیعت یافت می‌شوند، شش عنصر یعنی عناصر تکنسیم، پرومتیم، استاتین، پلوتونیم، فرانسیم و نپتونیم تنها به صورت رادیوایزوتوپ طبیعی در مقادیر بسیار ناچیز یافت می‌شوند. تمام این شش عنصر به علاوه عنصری بنام کالیفرنیم در فضا نیز ردیابی شده‌اند. ۲۲ عنصر دیگر که نه بر روی زمین و نه در فضا یافت نمی‌شوند، به‌طور مصنوعی از عناصر سبک‌تر و به روش همجوشی هسته‌ای ساخته می‌شوند.

### فرایند ساخت عناصر در فضا
| عدد اتمی | نام عنصر | فراوانی (قسمت در میلیون) |
| -------- | -------- | ------------------------ |
| ۱        | هیدروژن  | ۷۳۹۰۰۰                   |
| ۲        | هلیم     | ۲۴۰۰۰۰                   |
| ۸        | اکسیژن   | ۱۰۴۰۰                    |
| ۶        | کربن     | ۴۶۰۰                     |
| ۱۰       | نئون     | ۱۳۴۰                     |
| ۲۶       | آهن      | ۱۰۹۰                     |
| ۷        | نیتروژن  | ۹۶۰                      |
| ۱۴       | سیلیسیم  | ۶۵۰                      |
| ۱۲       | منیزیم   | ۵۸۰                      |
| ۱۶       | گوگرد    | ۴۴۰                      |

همان‌طور که اشاره شد تنها ۴٪ مواد موجود در کیهان از اتم و یون تشکیل شده و به عنوان عنصر قابل شناسایی هستند. بقیه ماده موجود در کائنات که ۱۵٪ مواد موجود را تشکیل می‌دهد، ماده تاریک است که ماهیت آن بر ما شناخته شده نیست اما می‌دانیم که از اتم‌های عناصر شیمیایی تشکیل نشده‌اند زیرا حاوی پروتون، نوترون و الکترون نیستند.
بر اساس مدل استاندارد کیهان‌شناسی، فراوانی نسبی ایزوتوپ‌های ۹۴ عنصر در جهان هستی حاصل چهار پدیده است:
- هسته زایی مه بانگ که در پی آن، سه یا چهار عنصر نخستین یعنی هیدروژن، هلیم، لیتیم و بریلیم تنها در چند دقیقه ابتدایی مه بانگ به وجود آمدند. به جز این عناصر مقدار کمی دوتریوم نیز در این فرایند تولید شدند. میزان لیتیم و برلیم تولید شده در این مرحله بسیار اندک بوده است. حتی ممکن است مقداری بسیار کمتر از بور نیز در این مرحله پدیدار شده باشد زیرا این عنصر در بسیاری از ستاره‌های قدیمی مشاهده شده است. در حالیکه کربن در این سیاره‌ها وجود ندارد. بر سر این مسئله که عناصر سنگین تر از بور در این مرحله تولید نشده‌اند تقریباً توافق وجود دارد؛ بنابراین عناصر ابتدایی عبارتند از {\displaystyle {\ce {^{1}H}}}به میزان ۷۵٪، {\displaystyle {\ce {^{4}He}}}۲۵٪، دوتریوم ۰/۰۱٪ و تنها مقداری بسیار اندک از لیتیوم، برلیوم، احتمالاً بور و شاید مقدار خیلی کمی کربن.
- هسته زایی ستاره ای که بیست و دو عنصر بعدی (تا عنصر آهن) را پدیدآورد اما مقدار کمی لیتیم، برلیوم و بر نیز تولید نمود.
- پدیده پراش که در طی آن هسته‌های عناصر یاد شده، محیط بین اختری را (به ویژه با عناصر لیتیم و بریلیم که به مقدار بسیار زیاد در تشعشع کیهانی یافت می‌شوند) پر نموده‌اند.
- هسته زایی ابر نواختری که در آن، هسته این عناصر بر روی ستاره‌های در حال مرگ، به ویژه ابرنواخترها، تمام عناصر سنگین‌تر از آهن را به دو روش سریع (R) یا آرام (S) به وجود آوردند. هر چند به جز این دو روش، روش پروتون سریع (RP) و روش فروپاشی نوری (P) به خصوص برای تشکیل هسته اتم عناصر پر پروتون نظیر جیوه دخیل بوده‌اند.

هیدروژن فراوان‌ترین عنصر موجود در همه جهان است. پس از آن، هلیم، اکسیژن و کربن، بیشترین فراوانی را در جهان دارند.

### فراوانی بر روی زمین
فراوان‌ترین عنصر در کره زمین و اتمسفر آن، اکسیژن با درصد جرمی ۴۹/۲ درصد است. اما فراوان‌ترین عنصر در لایه‌های مختلف کره زمین (هسته، پوسته و گوشته) آهن با درصد جرمی ۴/۷ درصد است.

## نگارخانه

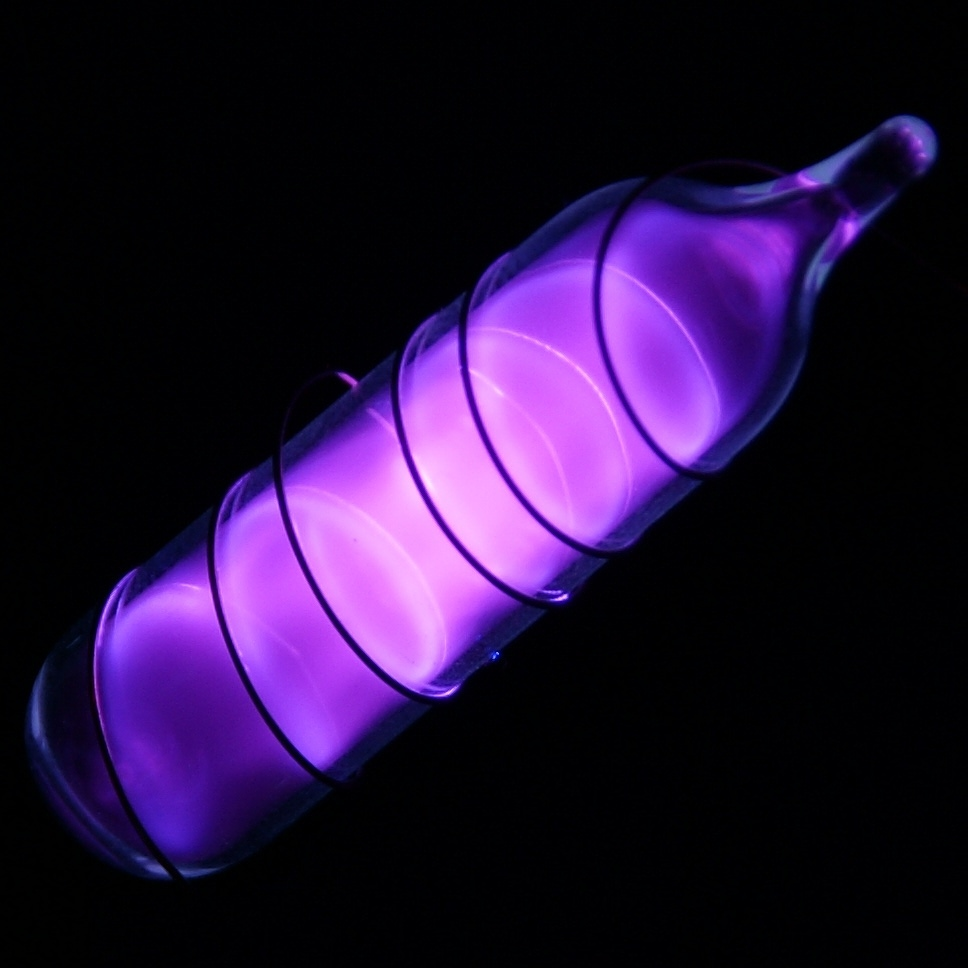
گاز آرگون در لوله مخصوص
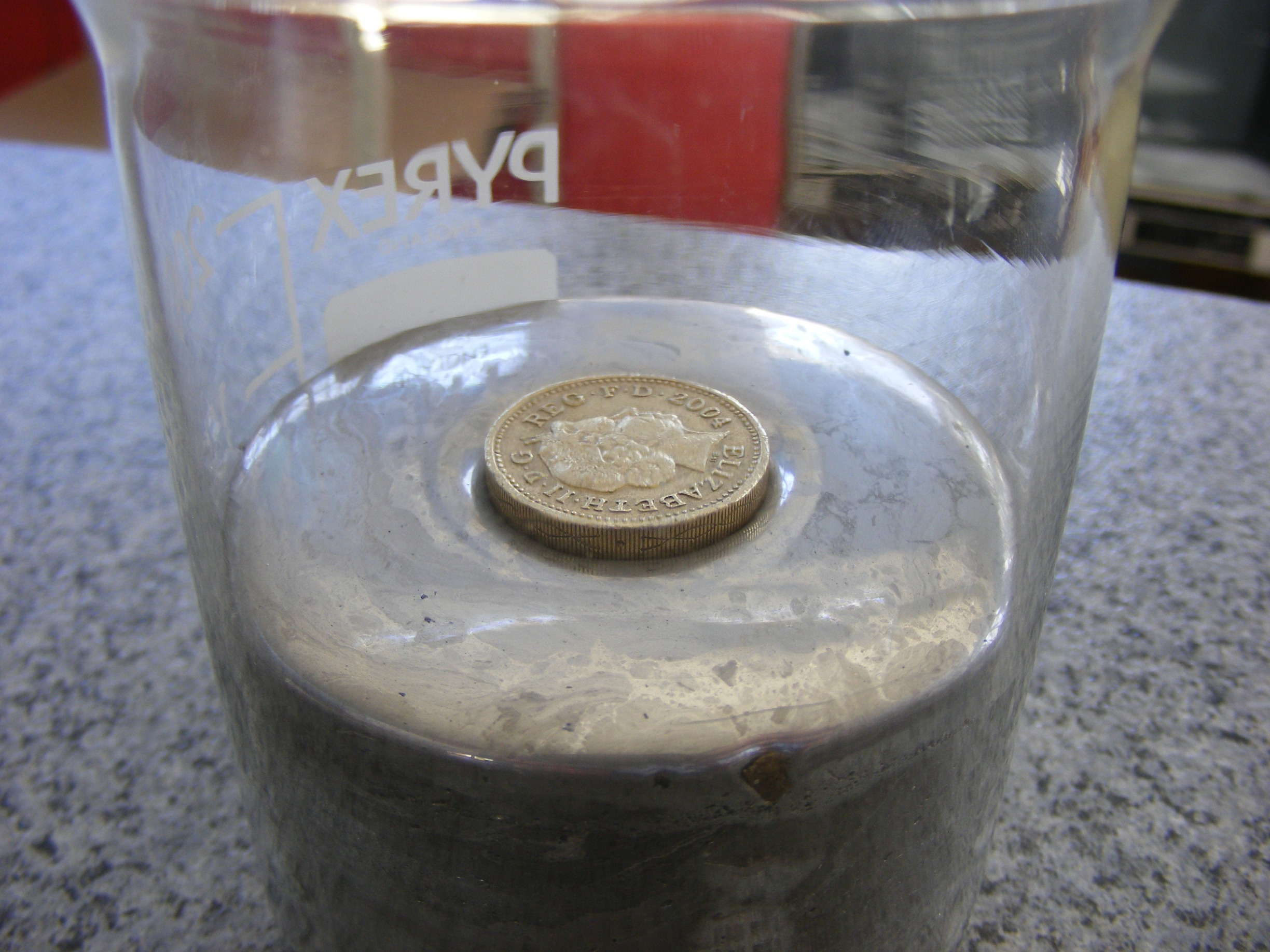
سکه شناور روی جیوه
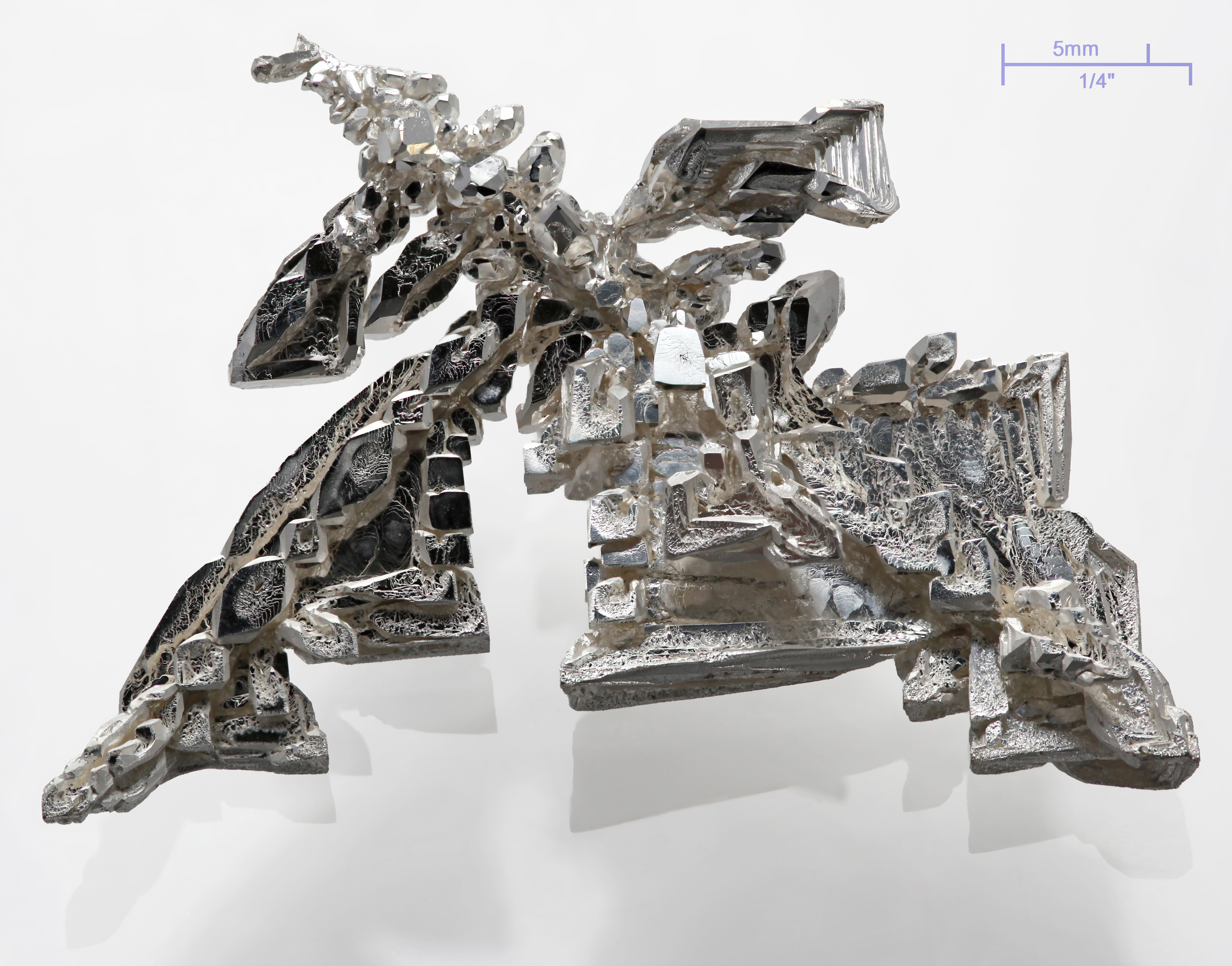
نمونه کریستال نقره
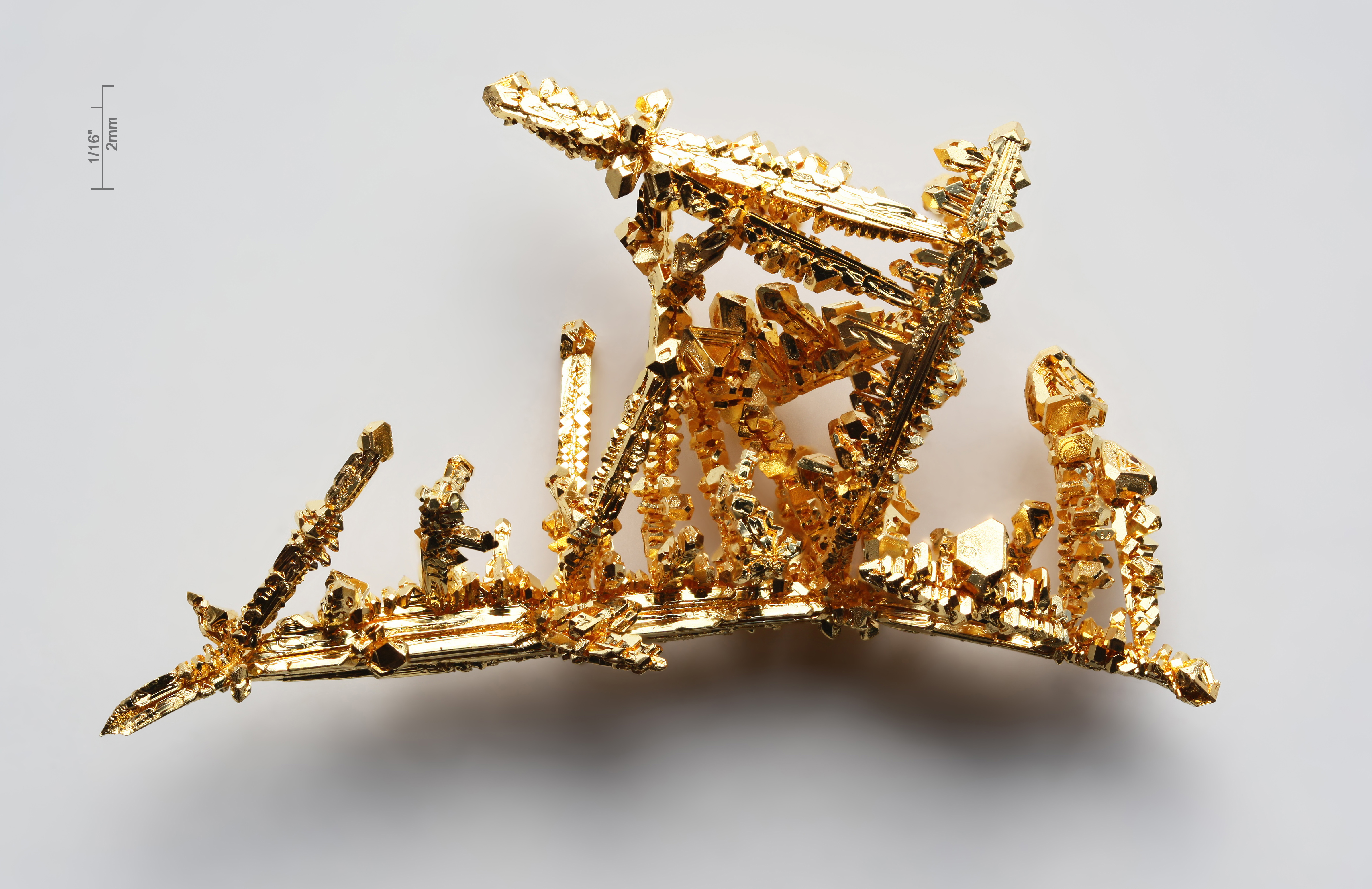
نمونه کریستال طلا
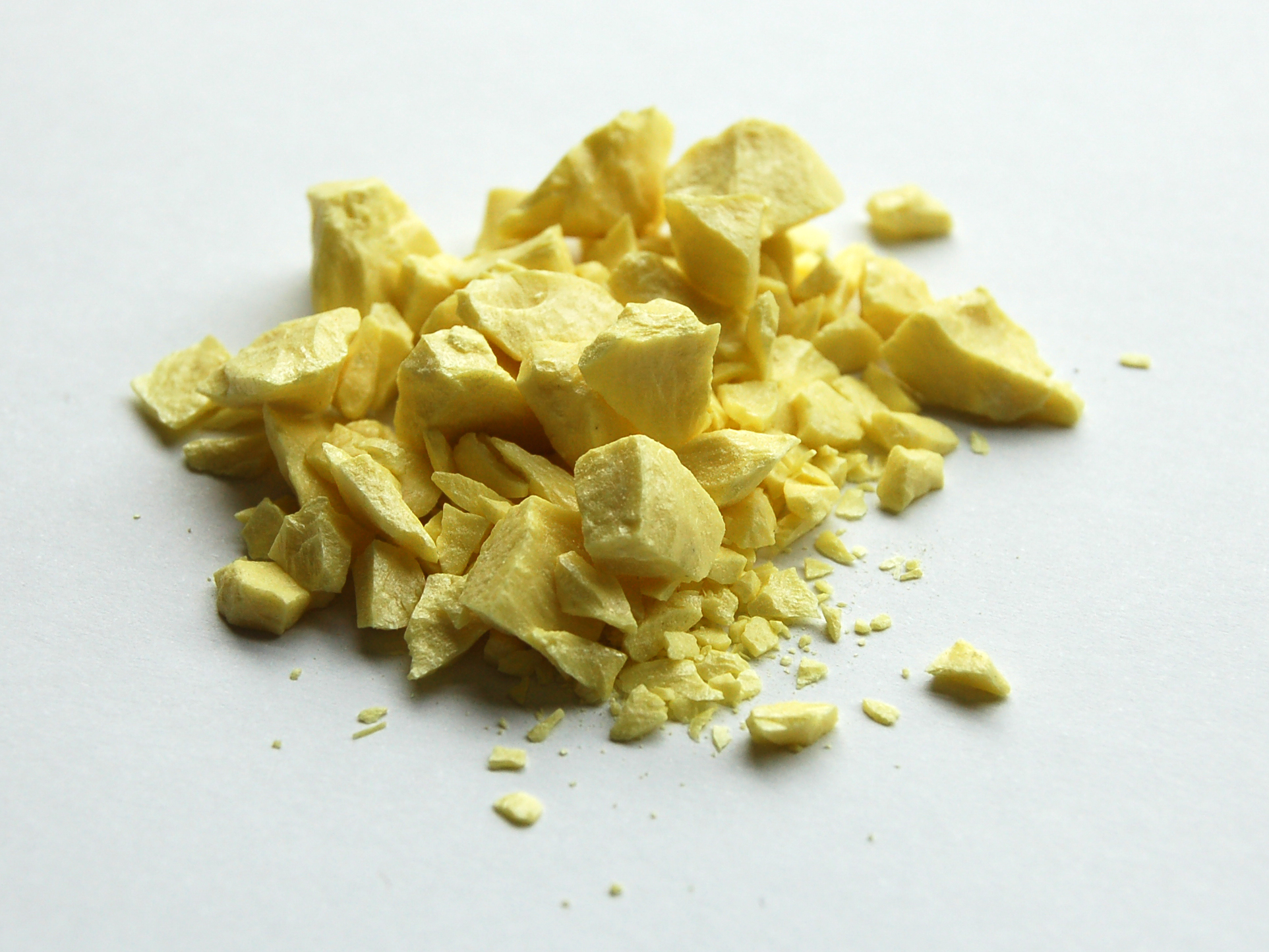
نمونه گوگرد خالص
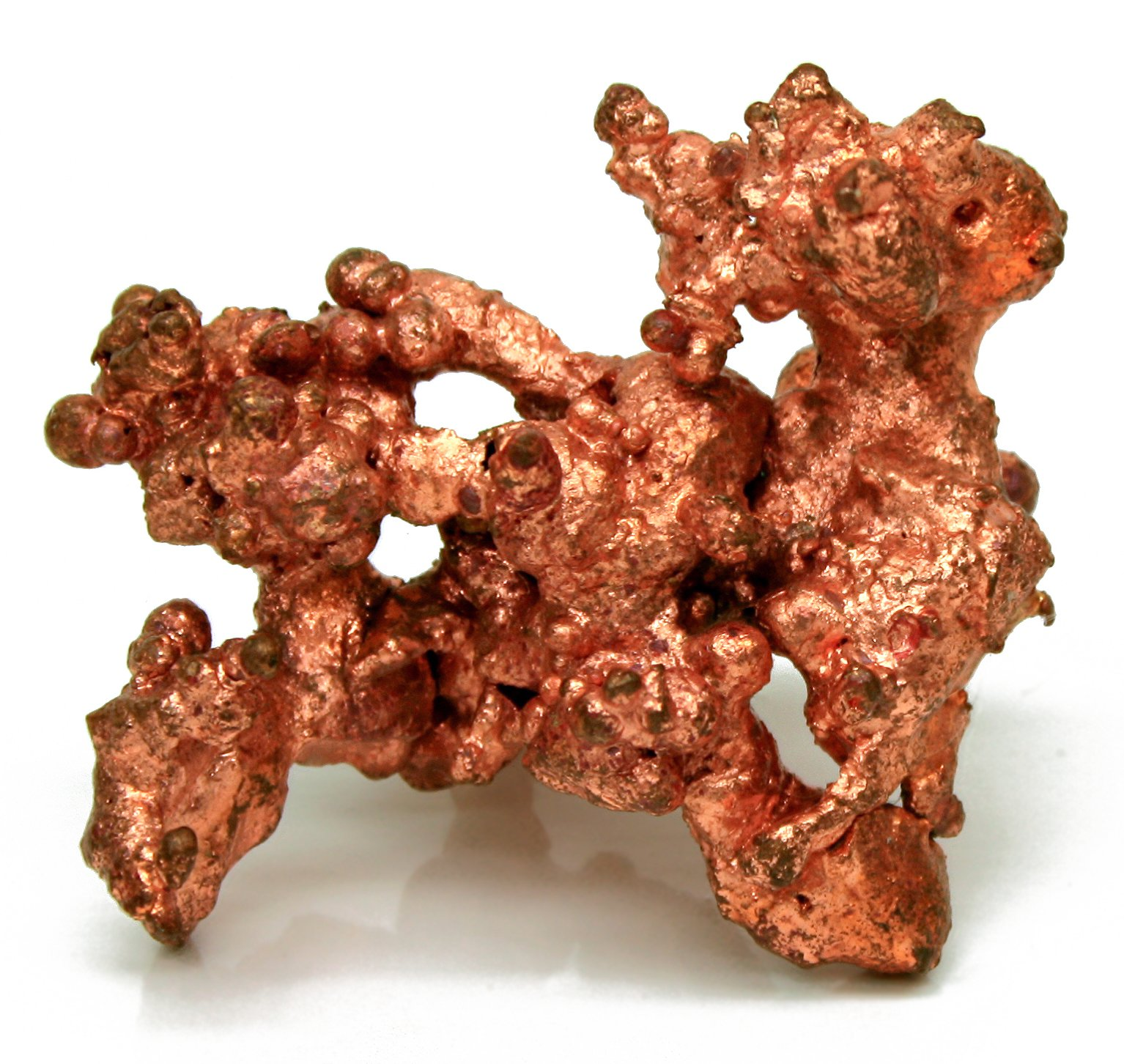
نمونه مس خالص